# Feel So Blue
Feel So Blue — дебютний студійний альбом американського блюзового музиканта Лафаєтта Ліка, випущений у 1978 році лейблом Black & Blue у серії «Blues Greatest Names».

## Про альбом
Цей альбом став дебютним в якості соліста для чиказького піаніста Лафаєтта Ліка, який став відомим як сесійний музикант у 1950-х—1970-х. Записаний 19 листопада 1978 року на студії Barclay Studios в Парижі, Франція інженером Герхардом Ленером на лейблі Black & Blue. У записі взяли участь Лік, який грає на фортепіано та співає, гітарист Джон Літтлджон, басист Нік Голт та ударник Фред Білоу. Альбом включає вісім композицій, сім з яких були написані Ліком та одна кавер-версія «Outskirts of Town» Вілла Велдона. Альбом вийшов у серії «Blues Greatest Names».
У 2000 році був перевиданий на CD під назвою Easy Blues.

## Список композицій
1. «Feel So Blue» (Лафаєтт Лік) — 5:23
2. «Short Dressed Woman» (Лафаєтт Лік) — 4:15
3. «Outskirts of Town» (Вілл Велдон) — 5:42
4. «Fine Little Girl» (Лафаєтт Лік) — 4:15
5. «Train Boogie» (Лафаєтт Лік) — 5:00
6. «Fast Boogie No. 2» (Лафаєтт Лік) — 4:25
7. «Easy Blues» (Лафаєтт Лік) — 2:46
8. «Fast Boogie No. 1» (Лафаєтт Лік) — 7:25

## Учасники запису
- Лафаєтт Лік — фортепіано, вокал
- Джон Літтлджон — гітара
- Нік Голт — бас-гітара
- Фред Білоу — ударні

Технічний персонал
- Disques Black and Blue S.A.R.L. — продюсер
- Дідьє Трікар — керівник
- Герхард Ленер — інженер
- Жан-Пьєр Тахмазян — фотографія [обкладинка]
- Жак Моргантіні — текст [франц. мовою]